# 小行星5784
小行星5784（英語：5784 Yoron）是一颗围绕太阳公转的小行星。1991年2月9日，A. Natori、浦田武在清水町发现了此天体。
这颗小行星的绝对星等为229.5930378572379等。